# Akce Kluky
Akce Kluky patří mezi nejvýznamnější vykonstruované politické procesy s rolníky v padesátých letech. Výsledkem zatýkání, které začalo v obci Kluky na Mladoboleslavsku a pokračovalo v blízkém okolí, bylo 36 odsouzených lidí, povětšinou rolníků. Soudní procesy se odehrávaly mezi 22. květnem až 17. prosincem roku 1953.

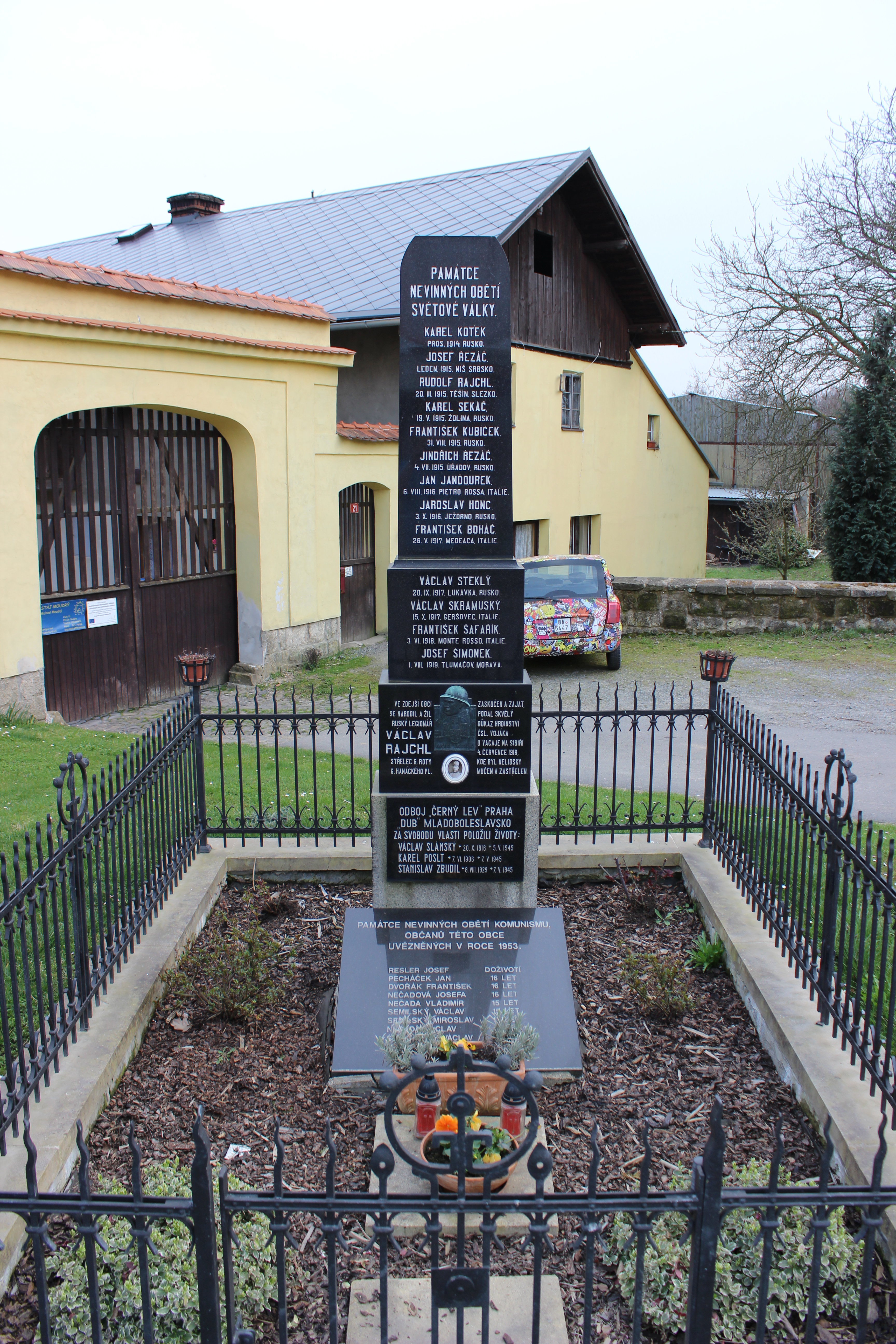
Pomník obětem první i druhé světové války a komunistické perzekuce v obci Kluky

## Počátky akce Kluky
Celá akce byla dopředu projednána na schůzi kolegia ministra národní bezpečnosti 17. března 1952. Účelem této schůze bylo napravit pomalý postup kolektivizace, načež byl navržen program k odstranění nedostatků v této věci. Již tehdy byla vybrána obec Kluky, jelikož místní se postupující kolektivizaci bránili. Pro další sledování akce Kluky byly vytyčeny 2 hlavní body, a to zaprvé vybudování agentury mezi bývalými agrárníky, „vesnickými boháči“ a jejich pomahači a zadruhé přes krajské velitelství StB podchytit všechny tyto zmíněné „vesnické boháče“ a do jejich řad posléze pronikat. A tak také agenti StB učinili.
V listopadu 1951 dorazil do obce Kluky, která se nachází zhruba 12 km na západ od Mladé Boleslavi jistý „major Václav“, který o sobě tvrdil, že je ze zahraničí. Následně přesvědčil obyvatele Kluk, že vytváří odbojovou protistátní organizaci a do svých řad hledá další spolupracovníky. Zanedlouho se „major Václav“ objevil v obci znovu a spolu s ním také „kapitán Pavel“, který měl údajně patřit do stejné protistátní organizace. Obyvatelé Kluk byli zpočátku zdrženliví a „agentům“ nevěřili, avšak získali důvěru  po odvysílání smluveného hesla „zahrada“ vysílačem Svobodná Evropa. Zemědělcům pak dávali agenti různé úkoly, které měly sloužit odbojové činnosti. Mezi ně patřilo shromáždění střelných zbraní, které musely být označeny štítkem se jménem majitele, vypracování seznamů spolehlivých osob nebo na pokyn psaných závazků, jako např. „jsem ochoten položit život“, či „jsem ochoten se nechat vyškolit v zahraničí“. Tyto a podobné akce v obci trvaly od podzimu 1951 do podzimu 1952, kdy začalo zatýkání.

## Průběh procesu
Ve vazbě byli uvěznění pomocí násilí i mučení donucení podepsat tak zvaný otázkový protokol, který dostával svoji podobu postupně.
Součástí akce Kluky byly tři procesy odehrávající se v průběhu roku 1953. Tyto procesy dostávaly svůj název zejména podle hlavních protagonistů v daném procesu s nejvyššími tresty. První proces byl pojmenován Resler a spol. podle Josefa Reslera, který byl jedním ze dvou obžalovaných v tomto procesu, který dostal doživotní trest odnětí svobody. Hlavní přelíčení trvalo tři dny od 22. do 24. května 1953. V rámci tohoto procesu bylo odsouzeno celkem 10 sedláků, jejichž jména s rozsudky jsou uvedeny v tabulce níže. Předsedou soudu byl v rámci tohoto procesu JUDr. Zdeněk Číhal, soudci z lidu byli vybráni Ferdinand Zýder a Josef Chmelař a prokurátorem byl Otto Kovařík.
V pořadí druhý proces byl pojmenován Nečadová a spol. podle obžalované Josefy Nečadové, se kterou jako první navázal při provokační akci StB kontakt „major Václav“. Přestože byla Josefa Nečadová zatčena již 16. října 1952, proběhlo soudní přelíčení až o rok později, konkrétně mezi 27. až 29. říjnem 1953. V rámci tohoto procesu bylo odsouzeno hned 21 obžalovaných. Všichni obžalovaní se podle žaloby spolčili k pokusu zničit nebo rozvrátit lidově demokratické státní zřízení. Předsedou soudu byl v rámci tohoto procesu JUDr. František Hrůša a prokurátor se od minulého případu nezměnil, byl jím tedy opět Otto Kovařík.
Třetí a poslední proces byl pojmenován Zdeněk Vlasta a spol. Konal se pouze v rámci jednoho dne, a to 17. prosince 1953, bezmála 15 měsíců od zadržení Zdeňka Vlasty 21. září 1952. V rámci tohoto procesu bylo odsouzeno 5 osob, vedle Zdeňka Vlasty i jeho přátelé, kteří ho ukrývali, aby se vyhnul zadržení. Předseda soudu a prokurátor se od posledního říjnového procesu nezměnili.

## Seznam odsouzených
| Jméno               | Narozen(a) | Bydliště       | Výměra [ha] | Povolání dle znění rozsudku | Datum zatčení | Výše trestu | Datum propuštění      |
| ------------------- | ---------- | -------------- | ----------- | --------------------------- | ------------- | ----------- | --------------------- |
| Josef Resler        | 1907       | Kluky          | 24          | kulak                       | 30. 9. 1952   | doživotí    | 17. 4. 1964           |
| Jan Vepřík          | 1908       | Sudoměř        | 48          | kulak                       | 30. 9. 1952   | doživotí    | 13. 7. 1965           |
| František Henc st.  | 1900       | Březinka       | 14          | kulak                       | 16. 10. 1952  | 24 let      | 10. 5. 1960           |
| Jan Pecháček        | 1910       | Kluky          | 17          | kulak                       | 30. 9. 1952   | 16 let      | 13. 9. 1963           |
| Václav Vaněk        | 1913       | Vrátno         | 17,5        | kulak                       | 16. 10. 1952  | 18 let      | 10. 5. 1960           |
| Vladimír Nečada     | 1931       | Kluky          | -           | syn kulaka                  | 29. 9. 1952   | 15 let      | 10. 5. 1960           |
| Josef Houžvic       | 1899       | Vrátno         | 4,5         | kulak                       | 8. 1. 1953    | 18 let      | 10. 5. 1960           |
| Josef Šafařovský    | 1905       | Malé Všelisy   | 18          | kulak                       | 16. 10. 1952  | 18 let      | 10. 5. 1960           |
| Václav Šťastný      | 1911       | Líny           | 27          | bývalý majitel hospodářství | 16. 10. 1952  | 17 let      | 10. 5. 1960           |
| František Dvořák    | 1914       | Sedlec         | -           | bývalý správce statku       | 8. 1. 1953    | 15 let      | 10. 5. 1960           |
| Václav Skramurský   | 1912       | Kluky          | 7           | elektromontér               | 14. 4. 1953   | 7 let       | 21. 8. 1956 (milost)  |
| Josefa Nečadová     | 1895       | Kluky          | 16          | manželka kulaka             | 16. 10. 1952  | 16 let      | 10. 5. 1960           |
| Václav Nečada       | 1889       | Trnová         | 10          | kulak                       | 14. 4. 1953   | 10 let      | 14. 12. 1958 (zemřel) |
| Josef Vrba          | 1908       | Plužná         | 5           | kulak                       | 16. 10. 1952  | 5 let       | -                     |
| Václav Hlaváč       | 1909       | Malé Všelisy   | 15          | kovář                       | 15. 4. 1953   | 15 let      | 11. 5. 1960           |
| Václav Handík       | 1914       | Doubravice     | 10          | vesnický boháč              | 16. 10. 1952  | 10 let      | 11. 5. 1960           |
| František Henc ml.  | 1927       | Březinka       | 4           | syn kulaka                  | 8. 1. 1953    | 4 roky      | -                     |
| Václav Pražák       | 1922       | Kovánec        | 16          | zemědělec                   | 8. 1. 1953    | 16 let      | 10. 5. 1960           |
| František Svárovský | 1920       | Březovice      | 16          | zahradník                   | 16. 10. 1952  | 16 let      | 11. 5. 1960           |
| Karel Matouš        | 1898       | Skalsko        | 10          | kulak                       | 16. 10. 1952  | 10 let      | 10. 5. 1960           |
| Miroslav Semilský   | 1929       | Kluky          | 15          | vedoucí družstva            | 8. 1. 1953    | 15 let      | 10. 5. 1960           |
| Václav Semilský     | 1925       | Kluky          | 15          | syn kulaka                  | 8. 1. 1953    | 15 let      | 12. 5. 1960           |
| Miroslav Pražák     | 1898       | Skalsko        | 5           | kulak                       | 30. 9. 1952   | 5 let       | 12. 5. 1960           |
| Otakar Pýcha        | 1900       | Březinka       | 3           | zemědělec                   | 8. 1. 1953    | 3 roky      | 12. 5. 1960           |
| Josef Nový          | 1921       | Skalsko        | 5           | kulak                       | 17. 1. 1953   | 5 let       | 12. 5. 1960           |
| Jan Vaněk           | 1922       | Kaušovice      | 8           | zemědělský dělník           | 16. 10. 1952  | 8 let       | 12. 5. 1960           |
| Václav Novák        | 1904       | Valovice       | 5           | zemědělec                   | 16. 10. 1952  | 5 let       | 12. 5. 1960           |
| Josef Vinš          | 1921       | Líny           | 4           | kovář                       | 8. 1. 1953    | 4 roky      | 12. 5. 1960           |
| Josef Flanderka     | 1909       | Březovice      | 3,5         | bývalý živnostník           | 16. 10. 1952  | 3,5 roku    | 12. 5. 1960           |
| Kornelie Šťastná    | 1915       | Liptovská Anna | 1,5         | krmička                     | 22. 10. 1952  | 1,5 roku    | 12. 5. 1960           |
| Anna Reslerová      | 1915       | Skalsko        | 2,5         | manželka kulaka             | 22. 10. 1952  | 2,5 roku    | 12. 5. 1960           |
| Václav Řezáč        | 1919       | Líny           | -           | rolník                      | -             | 5 let       | -                     |
| Zdeněk Vlasta       | 1927       | Luka           | -           | bez zaměstnání              | -             | 4 roky      | -                     |
| Vladimír Kočvara    | 1912       | Olešno         | -           | lesní hajný                 | -             | 14 měsíců   | -                     |
| Jindřich Antoš      | 1910       | Ždírec         | -           | člen JZD                    | -             | 6 měsíců    | -                     |
| Bohumil Vlasta      | 1905       | Luka           | -           | člen JZD                    | -             | 1 rok       | -                     |

## Prošetření generální prokuraturou
Případem se v létě 1956, tedy bezmála tři roky od vynesení posledních rozsudků začala zabývat prošetřením, že v případě Resler a spol. nebylo použito nesprávných metod operativní práce. Podnětem nebyla stížnost odsouzených, ale nedostatečné utajení provokační činnosti StB. Podle vyhodnocení z června 1956 byl „major Václav“ spolupracovník s krycím jménem Šťastný a byl řízený por. Skobou. Z následné zprávy inspekce ministra vnitra víme, že k ilegálním činnostem byli zemědělci vedeni agenty StB.
Na závěr zprávy bylo uvedeno, že odsouzení kulaci byli odsouzeni pomocí nesprávné provokační metody, čímž však bylo ve prospěch socialistického a státního majetku 480 ha orné půdy nejlepší bonity na okrese. Následně je ve zprávě uvedeno, že sice postup orgánů KS–MV Liberec nebyl správný, avšak nelze tento rozsudek z politických důvodů změnit.

## Předčasná propuštění
I když bylo pochybení činných orgánů ve věci akce Kluky známo již v roce 1956, nedošlo k jejich propuštění. Někteří byli ještě předtím, v roce 1955, propuštěni v rámci amnestie v rámci oslav desátého výročí od konce druhé světové války. Většina odsouzených byla předběžně propuštěna během velké amnestie Antonína Novotného z roku 1960, s výjimkou tří uvězněných – Jana Pecháčka (propuštěn r. 1963), Josefa Reslera (propuštěn r. 1964) a Jana Vepříka (propuštěn r. 1965).
Propuštění bylo ve většině případů pouze podmínečné. Každý propuštěný musel podepsat pod hrozbou nového stíhání prohlášení, že o svých zkušenostech z vězení nebude mluvit, pravda se tedy dostávala na veřejnost jen velmi pomalu. Dále také každý propuštěný politický vězeň zůstával zájmovou osobou StB a byl jí sledován. Navíc na sobě měli propuštění cejch politických vězňů, což jim ztěžovalo jak situaci v zaměstnání, tak ve společenském životě.